# Sijuwa
Sijuwa – gaun wikas samiti we wschodniej części Nepalu w strefie Kośi w dystrykcie Morang. Według nepalskiego spisu powszechnego z 2001 roku liczył on 2178 gospodarstw domowych i 11353 mieszkańców (5747 kobiet i 5606 mężczyzn).